# Sobralia biflora
Sobralia biflora är en orkidéart som beskrevs av Hipólito Ruiz López och Pav.. Sobralia biflora ingår i släktet Sobralia och familjen orkidéer. Inga underarter finns listade i Catalogue of Life.